# Кричинский, Леон Константинович
Леон Найман-Мирза-Кричинский-Радван (25 сентября 1887 году, Вильна — после 27 сентября 1939 года, около поселка Вейхерово) — общественный деятель и историк.

## Биография
Родился 25 сентября 1887 году в Вильне в семье генерала Константина Ильича Кричинского, родной брат польского общественного деятеля Ольгерда Наймана-Мирзы-Кричинского.
Учился в средней школе в Вильне и Смоленске. В 1911 году защитил диплом юриста в Санкт-Петербургском университете. Во время учебы в университете в 1907—1910 гг. он создал объединение студентов-мусульман, главной целью которого был сбор библиографических материалов по истории татар Польши и Литвы. 
В начале 1918 года Леон Найман, вместе с группой польско-литовских татар, направился в Крым, для помощи в становлении независимого государства крымских татар, занимал должность главы канцелярии Директории (правительства) Крымской народной республики, позднее работал в Краевом правительстве генерала Сулеймана (Мацея) Сулькевича. После захвата Крыма войсками Деникина, в 1919 году, Леон Найман вместе со своим братом Ольгердом отправился в Азербайджан, где служил директором канцелярии Управления делами правительства Азербайджанской Демократической Республики. Временно исполнял должности директора Особого отдела Управления и редактора «Вестника правительства Азербайджанской Республики». Ольгерд Крычиньський постановлением правительства от 10 мая 1919 года был утверждён в должности прокурора Азербайджанской судебной палаты. Позже, 7 июля был назначен товарищем (заместителем) министра юстиции Азербайджанской Республики. 
В 1920 году Леон Кричинский вернулся в Вильно. В 1921—1932 годах работал судьёй Виленского окружного суда, а в 1932—1935 гг. был заместителем председателя окружного суда в Гдыне. Он был одним из основателей Ассоциации помощи бедным мусульманам. В 1926 году основал библиотеку при культурно-просветительском объединении польско-литовских татар в Вильно. Собрал коллекцию памятников письменности татар Литвы и Польши. Найман является автором многочисленных публикаций по истории татар. Среди них особо стоит выделить «Российская политика в пограничных районах», «Литовские татары в польской армии в период восстания 1831 года», «История мечети в Вильно». Свои труды он публиковал под псевдонимами Арслан-бей и Мурза Найманьский. В 1929 году Леон Найман возглавил комитет по изданию «Гербовника татарских семей в Польше» Станислава Дзядулевича. В период 1932—1938 был редактором научного журнала «Rocznik Tatarski». В 1930 году он был избран членом Польского общества востоковедения, а в 1932 году Польской краеведческой ассоциации. В начале 1930-х годов совершил путешествие по Марокко и Турции.
Награжден польским Золотым крестом Заслуги в 1933 году и орденом Алауитского трона Королевства Марокко в 1935 году.
После оккупации Польши Третьим рейхом, 27 сентября 1939 года был арестован гестапо. Вместе с другими 12 тысячами польских интеллектуалов, был расстрелян в пясницком лесу около поселка Вейхерова.

## Память
В польском городе Вейхерово Поморского воеводства на кладбище Пиашница состоялась церемония открытия памятника Леону Кричинскому.
Мероприятие было организовано руководством Поморского воеводства, командованием 3-й флотилии кораблей им. командора Болеслава Романовского, базирующейся в Гдыне, главной военно-морской базе ВМФ Польши, а также Центром польских татар, действующим в этом воеводстве.
Мероприятие прошло в соответствии с правилами высокого военного протокола. Председатель Центра польских татар Ежи Шахуневич рассказал о жизненном пути Леона Кричинского, его деятельности за свободу Крыма и Азербайджана. Е. Шахуневич выразил благодарность посольству Азербайджана в Польше за оказанную поддержку.
В рамках мероприятия была представлена изданная посольством книга бывшего чрезвычайного и полномочного посла Азербайджанской Республики в Республике Польша Вилаята Гулиева «Поляки в Азербайджанской Демократической Республике». Книга содержит ценную информацию о братьях Кричинских.
На церемонии увековечения памяти Л. Кричинского были исполнены христианские и мусульманские религиозные обряды. Военнослужащими  3-й флотилии был произведен салют залпом из стрелкового оружия.
На памятнике сделана надпись: «Леон-Найман-Мирза Кричинский (1887—1939). Правовед, писатель, путешественник. Активный участник движения за независимость Крыма и Азербайджана. Основоположник культурного возрождения польских татар. Погиб при исполнении обязанностей как татарин, поляк, мусульманин, европеец, гражданин Республики Польша. Татары, Пиашница 10.10.2015».

## Избранные произведения
- Bibliografja do historji Tatarów w Polsce za lata 1922—1932, Wilno 1932.
- Pod słońcem Marokka, Wilno 1934.
- Sous le soleil du Maroc. Impressions de voyage, Varsovie 1934.
- (współautor: Stanisław Kryczyński) Tatarzy w Słonimiu, Wrocław 1988.
- Historia meczetu w Wilnie (próba monografii), red. Musa Czachorowski, Wrocław 2012.